# Лаплатская низменность
Лапла́тская ни́зменность (исп. Cuenca del Plata) — низменность в Южной Америке. На её территории расположены Парагвай и Уругвай, юго-восток Боливии, юг Бразилии и север Аргентины.
Площадь оценивается более чем в 3 млн км² (вторая в Южной Америке после Амазонской). Общее направление — с севера на юг. Преобладающие высоты — 0—200 м. Низменность является частью бассейна рек Парана и Уругвай, а также более мелких рек и их притоков, впадающих в эстуарий Ла-Плата. Простирается с севера на юг примерно на 2400 км, а с востока на запад — на 900 км. Северные и восточные области более возвышенные и сухие. На северо-западе низменность переходит в полупустынный низменной регион Гран-Чако, на юге и юго-востоке — в пампасы. На севере и северо-востоке низменность ограничена Бразильским нагорьем. Территория, ограниченная реками Парана, Игуасу и Уругвай, называется аргентинским Междуречьем.
Климат на большей территории влажный, на севере — тропический, на юге — субтропический. Низменность болотиста, образована наносами рек. На севере (Пантанал) редколесья, болота (самая большая заболоченная территория в мире), на юге — светлые леса, прерии и степи. В регионе развито сельское хозяйство.